# Autostrada A861 (Niemcy)
Autostrada A861 (niem. Bundesautobahn 861 (BAB 861) także Autobahn 861 (A861)) – autostrada w Niemczech przebiegająca z północy na południe, łącząca niemiecką autostradę A98 ze szwajcarską A3 koło Rheinfelden na południu Badenii-Wirtembergii.
Dojazd do węzła Rheinfelden-West w Szwajcarii jest możliwy bez winiety. Szwajcarski odcinek drogi nie posiada oznaczenia A861, funkcjonuje jako Łącznik autostradowy N3-A98 (niem. Autobahnzubringer N3-A98).